# Krautwiller
Krautwiller je občina v departmaju Bas-Rhin francoske regije Alzacija.
Leta 1990 je v občini živelo 155 oseb oz. 105 oseb/km².